# Figueras
Figueras (oficialmente en catalán: Figueres) es un municipio y localidad española de la provincia de Gerona, en la comunidad autónoma de Cataluña. El término municipal, ubicado en la comarca del Alto Ampurdán, de la cual es capital, tiene una población de 48 875 habitantes (INE 2024).

## Geografía
Figueras se halla ubicada en el extremo noreste de Cataluña. Es la ciudad más importante de las cercanas a la frontera con Francia y articula un importante nudo de comunicaciones que la convierten en puerta de entrada y punto de parada obligada de viajeros y turistas que entran y salen de España. Se sitúa a 42 km de la capital provincial.
Su posición geográfica y estratégica la convierte en un importante centro de comunicaciones dotado de una gran accesibilidad. El viajero puede llegar directamente por carretera, en ferrocarril convencional y en los de alta velocidad. El término municipal está atravesado por la Autopista del Mediterráneo (AP-7) y por la carretera N-II entre los pK 754-755 y 758, además de por la carretera N-260, que permite la comunicación con Llansá y Olot, por la carretera autonómica C-260, que se dirige hacia Rosas, y por carreteras locales que conectan con Llers, Cabanas, Vilabertrán, Alfar y Vilamalla. Por lo que se refiere al ferrocarril, la estación está ubicada en el centro de la ciudad y en ella tienen parada todos los trenes de la línea internacional Barcelona-Cerbère. Asimismo, la nueva estación Figueras-Vilafant está conectada con París y ciudades francesas intermedias mediante dos trenes diarios TGV, y con Madrid a través del AVE.
Enfrente de la estación de tren convencional se halla ubicada la estación de autobuses que es un punto de parada de las líneas internacionales así como de salida y llegada de los autobuses de las líneas catalanas y comarcales.
El relieve del municipio es predominantemente llano, al situarse en plena llanura del Ampurdán. La altitud oscila entre los 136 m al noroeste y los 10 m a orillas del curso de agua conocido como El Manol, situado al este. El casco histórico se alza a 44 m sobre el nivel del mar.
| Noroeste: Llers   | Norte: Llers y Vilabertrán | Noreste: Perelada          |
| Oeste: Vilafan    |                            | Este: Perelada y Vilasacra |
| Suroeste: Vilafan | Sur: Alfar                 | Sureste: Alfar             |

### Clima
Figueras está en el punto por donde entran en la península ibérica las grandes olas de frío siberianas o simplemente de origen europeo dándose una media de tres días de nevada anuales. Característica fundamental de Figueras es la tramontana, viento del norte, frío y seco, que sopla recurrentemente todo el año. Así, recientemente, durante la ola de frío de febrero de 2012 se llegó a registros percibidos de -22 °C a causa de la coincidencia de temperaturas inferiores a los –5 °C con vientos sostenidos de 50 km/h y rachas de más de 100 km/h. La tramuntana es a su vez causante de la sombra pluviométrica que afecta a la llanura del Ampurdán. De forma que al sur, a solo 30 km en la comarca del Gironés se superan los 800 mm anuales, al este en La Garrocha los 1000 mm y, al norte, en las montañas de las Alberas los 1200 mm. La tramuntana se presenta con particular incidencia entre noviembre y marzo y cuando lo hace en verano, particularmente en junio, puede comportarse como un viento seco y caldeado de características fohn. Esta tramuntana, conocida como 'Tramuntana caliente' o tramuntana de San Juan' es responsable de los episodios de pavorosos incendios forestales que han azotado al Ampurdán en la década de 1980. La temperatura máxima absoluta registrada en la ciudad son los 45,3 °C del 18 de julio de 2023 y la mínima absoluta los –16 °C del 11 de febrero de 1956. En verano no son infrecuentes las tormentas que, desde el Pirineo Oriental, se acercan a la costa por la tarde aunque, rápidamente, la tramuntana las tira hacia el mar y las comarcas de la costa central de Cataluña quedando de nuevo la zona de Figueras en una zona de débil pluviometría y gran irregularidad. La precipitación máxima en 24 horas son los 223 mm. recogidos el 16 de septiembre de 1974. Estas precipitaciones de gran intensidad horaria y diaria son causantes de inundaciones de triste memoria en la zona comprendida entre los ríos Manol, Muga y Llobregat de Ampurdán. Finalmente, en episodios de tramuntana 'negra' (tramuntana que se da con tiempo perturbado) han dado lugar a grandes nevadas como las de 1944 (medio metro); 1954, 1956, 1962, 1963, 1970 y, recientemente, las de enero de 1985, enero de 1986, febrero del 87, enero del 92, diciembre del 97, marzo del 93, enero del 2000, diciembre de 2001 y la tormenta de nieve de marzo de 2010 que causó el colapso de la red eléctrica de la comarca a causa del mal estado de la misma y la combinación de la nieve húmeda con los ventisqueros ocasionados por la tramontana.
| Parámetros climáticos promedio de Figueras | Parámetros climáticos promedio de Figueras | Parámetros climáticos promedio de Figueras | Parámetros climáticos promedio de Figueras | Parámetros climáticos promedio de Figueras | Parámetros climáticos promedio de Figueras | Parámetros climáticos promedio de Figueras | Parámetros climáticos promedio de Figueras | Parámetros climáticos promedio de Figueras | Parámetros climáticos promedio de Figueras | Parámetros climáticos promedio de Figueras | Parámetros climáticos promedio de Figueras | Parámetros climáticos promedio de Figueras | Parámetros climáticos promedio de Figueras |
| Mes                                        | Ene.                                       | Feb.                                       | Mar.                                       | Abr.                                       | May.                                       | Jun.                                       | Jul.                                       | Ago.                                       | Sep.                                       | Oct.                                       | Nov.                                       | Dic.                                       | Anual                                      |
| ------------------------------------------ | ------------------------------------------ | ------------------------------------------ | ------------------------------------------ | ------------------------------------------ | ------------------------------------------ | ------------------------------------------ | ------------------------------------------ | ------------------------------------------ | ------------------------------------------ | ------------------------------------------ | ------------------------------------------ | ------------------------------------------ | ------------------------------------------ |
| Temp. media (°C)                           | 7.9                                        | 8.9                                        | 10.7                                       | 13.1                                       | 16.4                                       | 19.9                                       | 22.8                                       | 22.3                                       | 19.6                                       | 15.6                                       | 11.1                                       | 8.2                                        | 14.7                                       |
| Precipitación total (mm)                   | 30                                         | 35                                         | 35                                         | 41                                         | 42                                         | 36                                         | 20                                         | 36                                         | 52                                         | 71                                         | 42                                         | 36                                         | 474                                        |
| Días de precipitaciones (≥ 1 mm)           | 5                                          | 4                                          | 6                                          | 5                                          | 6                                          | 5                                          | 4                                          | 5                                          | 5                                          | 6                                          | 7                                          | 5                                          | 65                                         |
| [cita requerida]                           |                                            |                                            |                                            |                                            |                                            |                                            |                                            |                                            |                                            |                                            |                                            |                                            |                                            |

## Historia
El nombre actual deriva de Ficaris, de la época visigoda. En 1267 el rey Jaime I de Aragón le concedió fueros y años más tarde Hugo IV, conde de Ampurias, la incendió.

De la antigua muralla queda en pie la torre Gorgot, integrada en el Teatro-Museo Dalí. En el siglo XIX, Figueras fue impulsora de una renovada sardana de la mano de José Ventura. Durante el siglo XIX adquirió notoriedad y pujanza, le fue concedido el título de ciudad y se convirtió en un centro de ideas republicanas y federalistas.

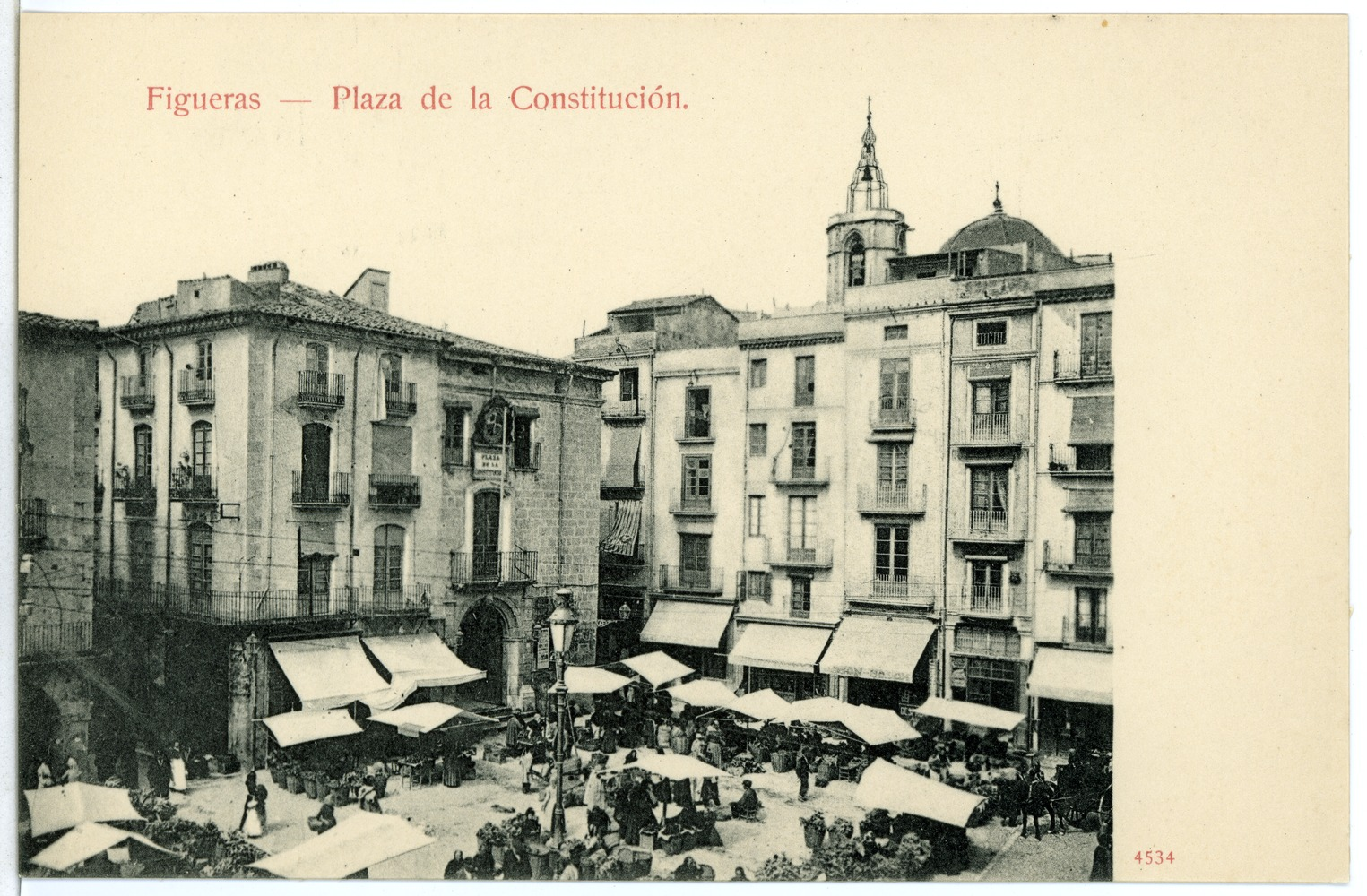
Plaza de la Constitución hacia comienzos del

Durante la guerra civil española fue leal al gobierno de la II República. Fue fuertemente bombardeada por el ejército golpista, especialmente al final de la campaña de Cataluña, cuando miles de refugiados atravesaban la ciudad en dirección a Francia para exiliarse. Entre estos refugiados se encontraba el propio gobierno de la República, incluyendo Azaña o Negrín, el gobierno catalán y el vasco. Cabe recordar que también fue el último lugar donde se reunieron las Cortes republicanas.
En la década de 1950 la recuperación de la ciudad empezó a manifestarse, consolidándose con el inicio del turismo y el desarrollo en los años 1960. En el censo de 1981 el nombre del municipio pasó de Figueras a Figueres.
Son naturales de Figueras personas como Narciso Monturiol, inventor de una nave submarina, el pintor Salvador Dalí y los cantantes Mónica Naranjo y Kiko Veneno.

## Demografía
Figueras cuenta con una población de 48 875 habitantes (INE 2024).
| Gráfica de evolución demográfica de Figueras entre 1842 y 2021 |
| |
| Población de derecho según los censos de población del INE Población de hecho según los censos de población del INEEn estos censos se denominaba Figueras: 1842, 1857, 1860, 1877, 1887, 1897, 1900, 1910, 1920, 1930, 1940, 1950, 1960 y 1970 Entre el censo de 1857 y el anterior, crece el término del municipio porque incorpora a San Pablo de la Calzada Entre el censo de 1981 y el anterior, crece el término del municipio porque incorpora a Vilatenim |

| Nacionalidad | Hombres | Mujeres | Total  | %      | Proporción |
| ------------ | ------- | ------- | ------ | ------ | ---------- |
| Española     | 16 330  | 17 643  | 33 973 | 72.1 % |            |
| Extranjera   | 6868    | 6247    | 13 115 | 27.8 % |            |

| País de nacimiento   | Hombres | Mujeres | Total | %      | Proporción |
| -------------------- | ------- | ------- | ----- | ------ | ---------- |
| Marruecos            | 2981    | 2369    | 5350  | 30.8 % |            |
| Honduras             | 502     | 944     | 1446  | 8.3 %  |            |
| Colombia             | 642     | 780     | 1422  | 8.2 %  |            |
| Bolivia              | 506     | 549     | 1055  | 6.0 %  |            |
| Senegal              | 650     | 201     | 851   | 4.9 %  |            |
| Rumanía              | 322     | 402     | 724   | 4.1 %  |            |
| República Dominicana | 275     | 368     | 643   | 3.7 %  |            |
| Venezuela            | 247     | 304     | 551   | 3.1 %  |            |
| Francia              | 266     | 253     | 519   | 3.0 %  |            |
| Ecuador              | 251     | 257     | 508   | 2.9 %  |            |
| Argentina            | 237     | 253     | 490   | 2.8 %  |            |

## Administración y política
| Periodo   | Nombre                    | Partido | Partido                                    |
| --------- | ------------------------- | ------- | ------------------------------------------ |
| 1979      | Josep Maria Ametlla Peris |         | Partit dels Socialistes de Catalunya (PSC) |
| 1979–1980 | Miquel Esteba Caireta     |         | Convergència i Unió (CiU)                  |
| 1980–1983 | Eduard Puig Vayreda       |         | Convergència i Unió (CiU)                  |
| 1983–1995 | Marià Lorca Bard          |         | Convergència i Unió (CiU)                  |
| 1995–2007 | Joan Armangué Ribas       |         | Partit dels Socialistes de Catalunya (PSC) |
| 2007–2013 | Santi Vila                |         | Convergència i Unió (CiU)                  |
| 2013–2018 | Marta Felip i Torres      |         | Convergència i Unió (CiU)                  |
| 2018–2019 | Jordi Masquef Creus       |         | Junts per Catalunya (JxC)                  |
| 2019–2023 | Agnès Lladó Saus          |         | Esquerra Republicana de Catalunya (ERC)    |
| 2023-act. | Jordi Masquef Creus       |         | Junts per Catalunya (JxC)                  |

| Partido político                                         | 2023  | 2023  | 2023       | 2019  | 2019  | 2019       | 2015  | 2015  | 2015       | 2011  | 2011  | 2011       | 2007  | 2007  | 2007       |
| Partido político                                         | %     | Votos | Concejales | %     | Votos | Concejales | %     | Votos | Concejales | %     | Votos | Concejales | %     | Votos | Concejales |
| Junts per Catalunya (JxC)-Convergència i Unió (CiU)      | 49,81 | 6442  | 13         | 32,53 | 5108  | 8          | 31,07 | 4015  | 7          | 49,26 | 6259  | 12         | 33,32 | 4779  | 7          |
| Partit dels Socialistes de Catalunya (PSC)               | 10,72 | 1387  | 3          | 15,85 | 2489  | 4          | 11,98 | 1548  | 3          | 11,77 | 1495  | 2          | 20,95 | 3005  | 5          |
| Esquerra Republicana de Catalunya (ERC)                  | 9,17  | 1186  | 2          | 20,58 | 3232  | 5          | 15,18 | 1962  | 3          | 7,92  | 1006  | 2          | 25,51 | 3658  | 6          |
| Vox                                                      | 6,61  | 856   | 1          | —     | —     | —          | —     | —     | —          | —     | —     | —          | —     | —     | —          |
| Candidatura d'Unitat Popular (CUP)                       | 6,25  | 809   | 1          | 6,66  | 1046  | 1          | 12,65 | 1635  | 3          | 6,30  | 800   | 1          | —     | —     | —          |
| Partit Popular de Catalunya (PP)                         | 5,03  | 651   | 1          | 4,27  | 671   | 0          | 9,84  | 1271  | 2          | 13,79 | 1752  | 3          | 10,04 | 1440  | 2          |
| Ciutadans (CS)                                           | 3,04  | 394   | 0          | 8,81  | 1384  | 2          | 9,66  | 1248  | 2          | —     | —     | —          | —     | —     | —          |
| En Comú Podem (ECP)-Iniciativa per Catalunya Verds (ICV) | 1,29  | 167   | 0          | 4,67  | 838   | 0          | 6,42  | 830   | 1          | 5,08  | 645   | 1          | 5,24  | 752   | 1          |
| Canviem Figueres (CFi)                                   | —     | —     | —          | 6,43  | 1010  | 1          | —     | —     | —          | —     | —     | —          | —     | —     | —          |

## Cultura

### Patrimonio
Entre otros, Figueras cuenta con los siguientes monumentos:
- Castillo de San Fernando (Castell de Sant Ferrán), construido durante el reinado de Fernando VI, en 1743, según proyecto de Juan Martín Zermeño y Pedro Martín-Paredes Zermeño. De planta pentagonal, su perímetro alcanza los 5,6 km, siendo el monumento más grande de Cataluña y uno de los complejos fortificados más notables del mundo por el conjunto de sus fortificaciones exteriores. Es bien de interés cultural desde el 8 de noviembre de 1988.
- Iglesia parroquial de San Pedro, de estilo gótico con nave única y capillas entre los contrafuertes. La cabecera y el campanario son añadidos neogóticos.

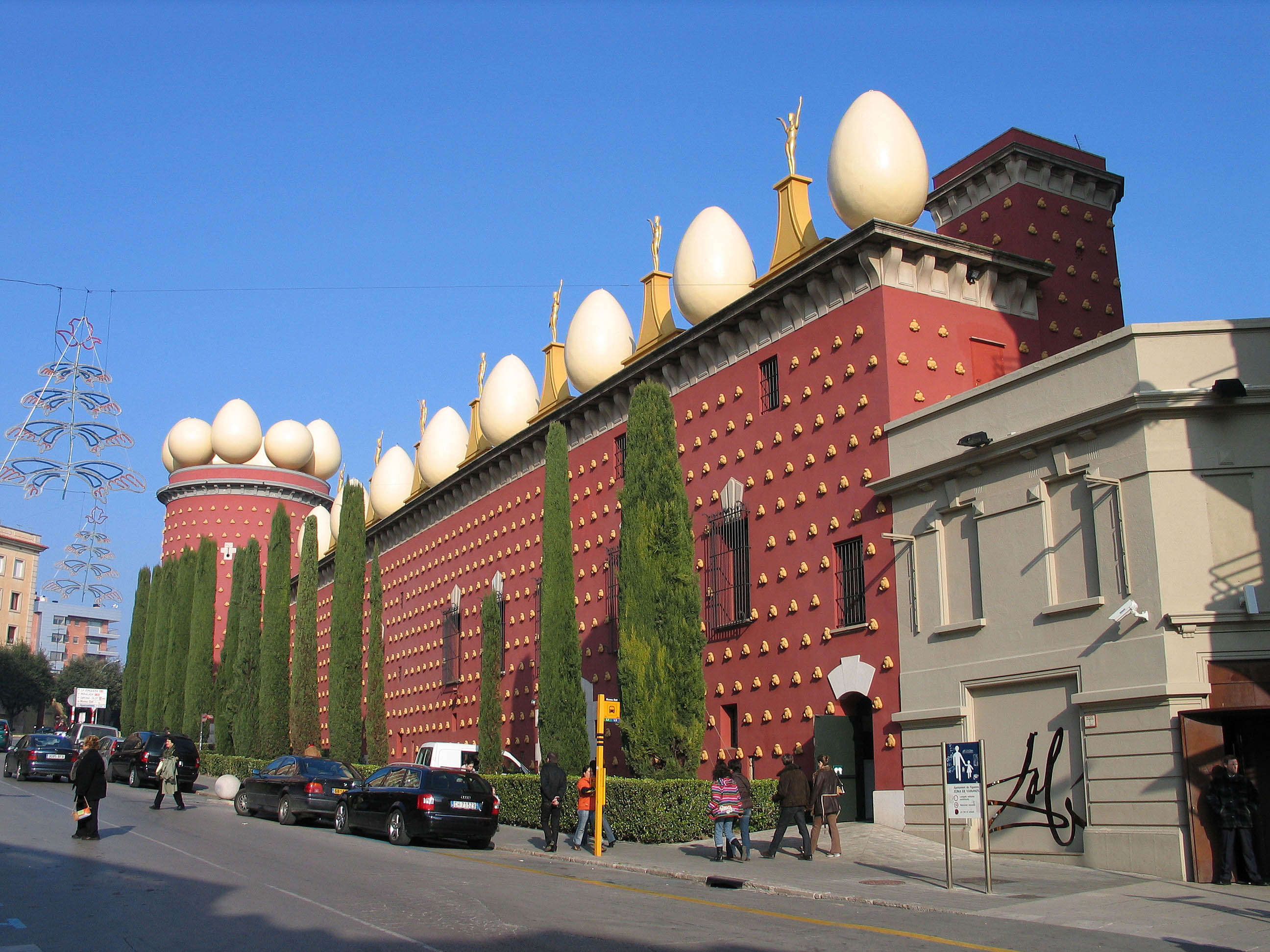
Teatro-Museo Dalí

- El Teatro-Museo Dalí fue construido como teatro en el siglo XIX y restaurado a partir de 1966, agregando una cúpula de retícula metálica y originales adornos y decoración surrealista dirigida por el propio Salvador Dalí para alojar su obra. Adosado se encuentra un edificio neoclásico decorado y pintado de modo estridente, llamado Torre Galatea, donde Dalí vivió sus últimos años y que tras su muerte ha sido modificado para ampliar el Museo y alojar las oficinas de la Fundación Gala-Dalí. Bajo la cúpula del museo descansan los restos del genio Ampurdanés. Fue inaugurado en 1974 y bajo su cúpula fue enterrado Dalí por expreso deseo en 1989. Algunas obras realizadas expresamente para el teatro-museo como la sala MaeWest, la sala Palau del Vent o el Cadillac lluvioso destacan por su originalidad.
- El Museo del Juguete de Cataluña se inauguró en el año 1982 en las dependencias del antiguo Hotel París (antigua casa solariega del Barón de Terradas), en la Rambla de Figueras. Unas recientes obras de rehabilitación y adecuación han permitido triplicar el espacio inicial del Museo, reabierto el 12 de diciembre de 1998. El Museo exhibe más de 4000 piezas: zootropos, mecanos, teatritos, animales y caballos de cartón, cocinas, pelotas, peonzas, aviones, coches, trenes, muñecas, títeres, aparatos de magia, juegos para invidente, disfraces, recortables, manubrios, soldados, robots, máquinas de vapor, ositos, triciclos, patinetes... Muchas de estas piezas se acompañan de fotografías antiguas de niños con sus juguetes, lo cual nos ayuda a situarlas cronológicamente y ver como se jugaba en aquella época. Algunos juguetes habían pertenecido a personajes como Ana María y Salvador Dalí, Federico García Lorca, Joan Miró, Josep Palau y Fabre, Joan Brossa, Quim Monzó, Frederic Amat... El Museo dispone de un Centro de Documentación e Investigación sobre los juegos y los juguetes, del auditorio Brossa-Frègoli y de un espacio para actividades al aire libre: la azotea del Museo. La visita de la colección puede tener varias lecturas: la nostálgica a través de los juguetes de nuestros abuelos y abuelas y la de observación, con la cual reseguimos como los adelantos científicos y técnicos de cada momento han incidido en el diseño de los juegos y los juguetes, del mismo modo que lo han hecho y lo continúan haciendo los acontecimientos históricos y los movimientos artísticos.

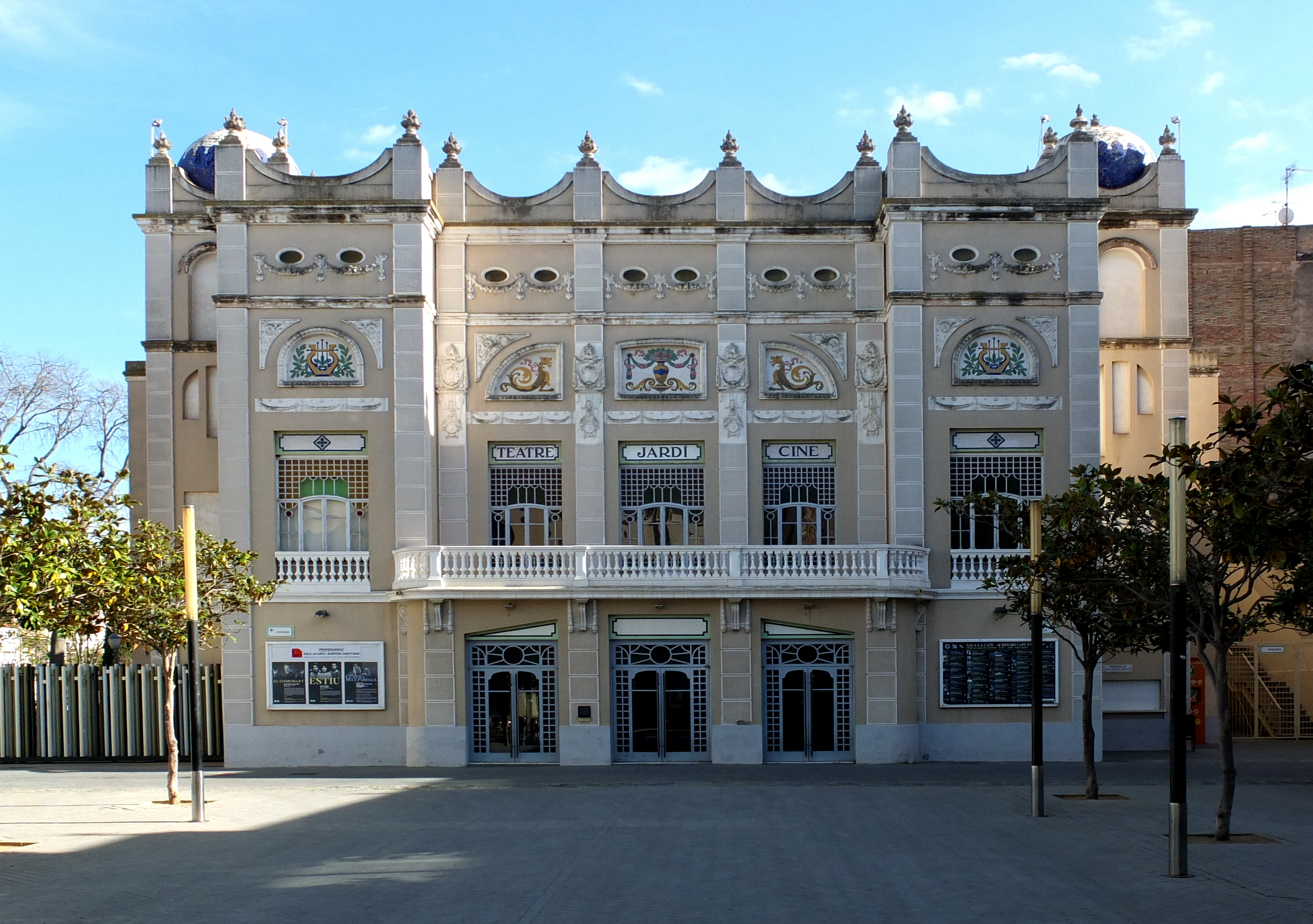
Teatro municipal El Jardí

- Las salas del Museo del Ampurdán presentan un amplio abanico cronológico del arte y la arqueología de nuestra comarca, desde la prehistoria hasta los nuestros días, con una especial dedicación a la pintura catalana y ampurdanesa de los siglos XIX y XX. El recorrido empieza con una muestra de los hallazgos arqueológicos del Alto Ampurdán, desde el neolítico hasta la romanización, que incluye una colección de ornamentos personales, cerámicas griegas de figuras negros y rojas y recipientes de vidrio. Continúa con la época medieval y moderna, donde destacan los capiteles del monasterio de San Pedro de Rodas así como los depósitos de obras del Museo del Prado (Mengs, Mignard, Herrera...). A través de las obras de Nonell, Martí Alsina, Berga y Boix, Casas, Gargallo, Gimeno, Mir, Masriera, Sunyer, Marés, Dunyach y Casanovas, entre otros, se puede seguir la trayectoria del arte catalán desde mediados del siglo XIX hasta el modernismo y las primeras vanguardias, con obras de Tapias, Ponç y Cuixart. Finalmente, Comalat, Bonaterra, Llavanera, Eusebi de Puig, Núñez, Salvador Dalí, Àngels Santos Torroella, Àngel Planells, Joan Massanet, Evarist Vallès, Joan Sibecas, Joan Padern, Pujolboira, Lluís Roura y Josep Ministral, entre muchos otros, nos muestran la evolución de la pintura ampurdanesa a través del paisaje realista, el surrealismo, la abstracción conceptual y la nueva figuración. El museo también expone a lo largo del año varias exposiciones temporales.
- El Museo de la Técnica del Ampordán es un Museo-Colección creado por Pere Padrosa Puignau y Margarita Pierre Mallol. Esta colección nos remonta a finales del siglo XIX con la Revolución Industrial donde todo cambió; las ideas, los sistemas productivos y las estructuras políticas y económicas. Con los más de 3000 objetos expuestos en el MTE se puede descubrir las rápidas transformaciones de la técnica y la tecnología de la época. Máquinas de escribir, máquinas de coser, relojes Comtoise, estufas, planchas y demás artefactos. Una lavadora de 1900, y un vehículo del año 1908, son una pequeña muestra de lo entrañable que puede suponer una visita al pasado.
- El Museo de la Electricidad que acoge más de 500 piezas históricas pertenecientes a la antigua hidroeléctrica del Ampurdán, conocida como la Hidro. Actualmente pertenece a la Fundación Endesa y está integrado dentro de la red museística de la ciudad.
- Colección Particular de Relojes Martí Amiel. En la colección particular de más de 3000 piezas recogidas por el señor Martí Amiel, se exponen relojes de todo tipo: desde relojes de campanario, de bolsillo, de sol… Y de más raros: d’agua, arena, fuego y mecánicos. La colección es un paseo cronológico por la historia del reloj, desde los relojes de sol hasta los atómicos.
- Hasta el año 2000 se lidiaron toros en su ruedo. En la actualidad se encuentra abandonada.

En Figueras se encuentra también el Archivo Comarcal del Alto Ampurdán, que custodia documentación procedente de todos los municipios de la comarca.

### Fiestas
Las fiestas de Figueras, llamadas Fiestas de la Santa Cruz, se celebra a primeros de mayo. Asimismo se celebra como fiesta local el día 29 de junio, festividad de San Pedro Apóstol. Durante las fiestas de la Santa Cruz se celebra un concurso en el que cada asociación de la ciudad construye una Cruz, ya puede ser floral, de materiales reciclados, de madera, etc.
Entre los muchos festivales que se pueden ver en la ciudad, es de destacar el Festival Internacional del Circo, la Muestra de VIno del Ampurdan, el Festival Cómico, el Festival Acústica y las diferentes fiestas de segunda mano como la del Juguete o el Libro Viejo.

### Deporte
En Figueras destaca el fútbol y el equipo de la ciudad es el Unió Esportiva Figueres de tercera división, logrando disputar varias temporadas en segunda división y llegando a las semifinales de la Copa del Rey en la temporada 2001-02, siendo el primer club de Segunda B en lograrlo. El Club Bàsquet Adepaf tiene sede en la localidad. Por otro lado, hay un club de atletismo llamado Asociación Atlética Figueres, que es el club con mayor número de atletas. En este caso es el club de atletismo de referencia en la ciudad.

## Ciudades hermanadas
- Alcalá la Real, España (1989)
- Kalisz, Polonia (1986)
- Marignane, Francia (1968)
- San Petersburgo, Estados Unidos (2011)
- Neukölln, Alemania